# Dimítrios Plapoútas
 (mars 2017).
Si vous disposez d'ouvrages ou d'articles de référence ou si vous connaissez des sites web de qualité traitant du thème abordé ici, merci de compléter l'article en donnant les références utiles à sa vérifiabilité et en les liant à la section « Notes et références ».
Dimítrios Koliópoulos Plapoútas (en grec moderne : Δημήτρης Κολιόπουλος Πλαπούτας) est né le 15 mai 1786 à Paloumba, dans la Grèce ottomane, et mort en juillet 1865, dans le royaume de Grèce. C'est une personnalité de la guerre d'indépendance grecque et homme d'État.

## Biographie
Né à Paloumba, en Arcadie, Dimitrios Plapoutas est le fils d'un armatole du nom de Kollias Plapoutas.
En 1811, Plapoutas quitte Paloumba pour les Îles ioniennes, où il devient bientôt officier de l'armée britannique. En 1818, il rejoint la Filikí Etería, une société secrète désireuse de libérer la Grèce du joug ottoman.
À partir de 1822, Dimitrios Plapoutas participe à la guerre d'indépendance grecque et prend part au siège de Tripoli, à la capture de la forteresse de Corinthe, à la bataille de Valtetsi, à la bataille de Maniaki et à d'autres combats contre les forces ottomanes.
Après l'indépendance, en 1833, Plapoutas soutient, avec Theodoros Kolokotronis et Kitsos Tzavelas, la candidature du prince Othon de Bavière comme roi de Grèce. Cependant, il s'oppose à la régence bavaroise qui est mise en place à l'ascension du prince au trône. Le 7 juin 1834, il est ainsi accusé de haute trahison, emprisonné à Palamidi avec Kolokotronis et condamné à mort. Il est cependant pardonné par Othon en 1835 et libéré.
Plapoutas participe ensuite à la vie politique grecque et devient membre de l'Assemblée (1844–1847) puis du Sénat du royaume de Grèce (1847–1862). Il est également fait garde-du-corps honoraire du roi.
Il meurt en 1865, trois ans après la chute d'Othon Ier.